# Krainsberger Alm
Die Untere Krainsberger Alm und die Obere Krainsberger Alm sind benachbarte Almen im Gemeindegebiet von Schliersee in den Bayerischen Voralpen.
Beide Almen liegen in ca. 100 Höhenmeter Abstand auf der Nordseite des Lahnenkopfes und sind am einfachsten vom Schlierseer Ortsteil Breitenbach durch das Tufttal, bzw. das Stadeltal aus erreichbar. Sie wurden bereits im 19. Jahrhundert bei der topografischen Landesvermessung des Königreichs Bayern (Bayerische Uraufnahme) namentlich erwähnt.

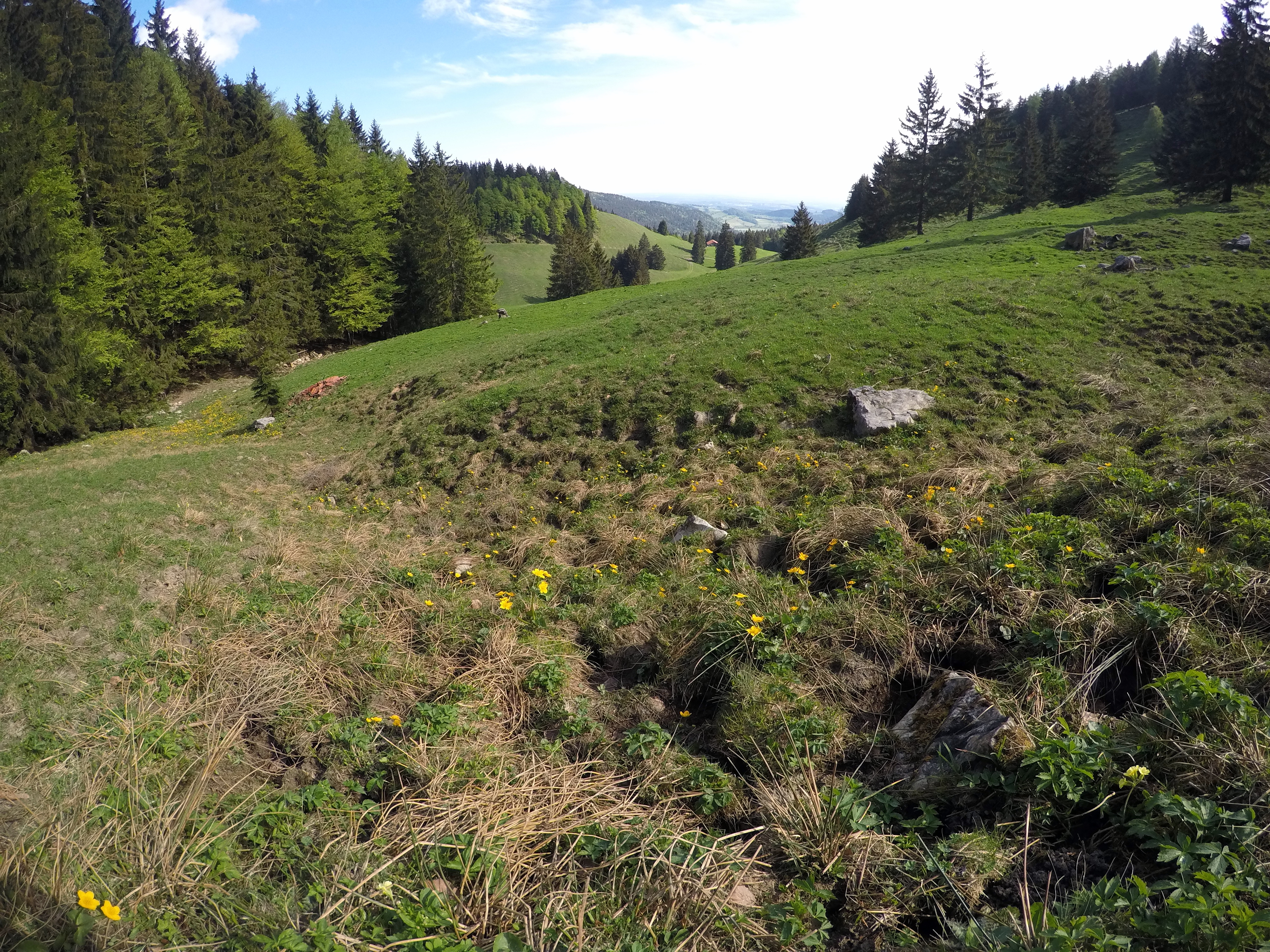
Obere Krainsberger Alm